# Сим Сок Хи
Сим Сок Хи (кор. 심석희, род. 30 января 1997 года в Канныне, провинция Канвондо) — южнокорейская шорт-трекистка, 2-кратная олимпийская чемпионка и 2-кратная призёр зимних Олимпийских игр, 10-кратная чемпионка мира и 8-кратная призёр чемпионатов мира, 2-кратная чемпионка и серебряный призёр зимних Азиатских игр, многократная чемпионка Кореи. 

## Биография

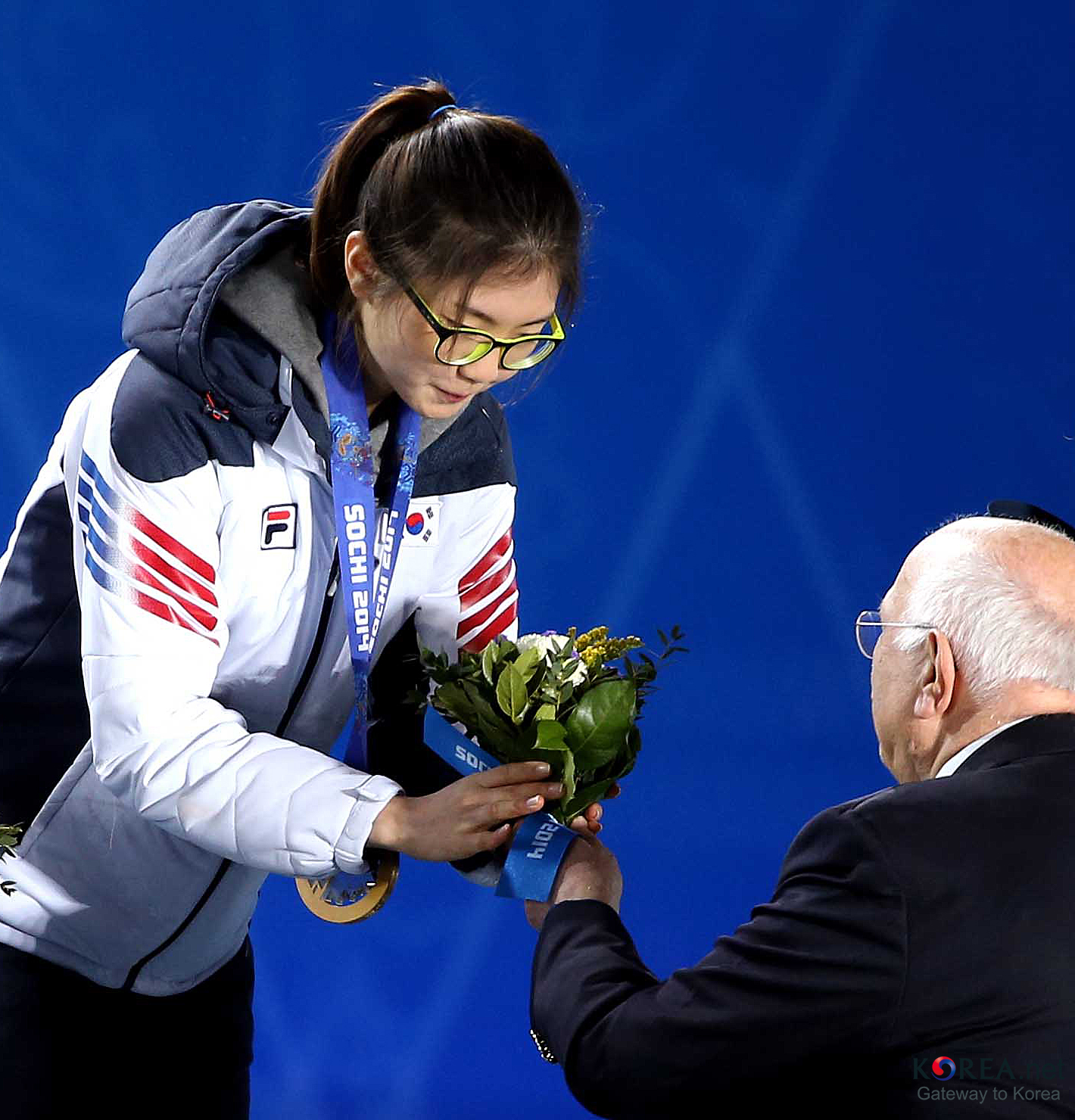
Сим Сок Хи на Олимпийских играх в Сочи

Сим Сок Хи родилась в 1997 году в Канныне, где начала кататься на коньках в возрасте 7-ми лет в начальной школы Кёнпо. Она была после трёх сыновей младшей дочерью Сим Гё Гвана, который был офисным работником. Когда Сок Хи проявила свои способности к спорту, отец решил полностью поддержать ее, и вся семья переехала в Сеул и перешла в начальную школу Дунчон. Сим Сок Хи по прозвищу «Жираф» с детства была исключительно высокой, ростом 176 см.
В 2011 году в возрасте 14 лет впервые участвовала на юниорском чемпионате мира, а после учебы в средней школе Орюн в 2012 году она участвовала на юношеских Олимпийских играх в Инсбруке и выиграла золотые медали в изящном стиле на 500 и 1000 м, а также бронзовую в смешанной эстафете. Следом в составе юниорской национальной сборной на чемпионате мира в Мельбурне выиграла чемпионат в общем зачёте с четырьмя золотыми медалями, включая золотые медали в эстафете на 500, 1000, 1500 и 3000 метров.  
В сезоне 2012/13 годов выиграла Кубок мира в общем зачёте, благодаря шести победам подряд на дистанции 1500 м и трём на 1000 м. В марте 2013 выступила на чемпионате мира среди взрослых в Дебрецене, где завоевала бронзовую медаль в многоборье, серебряную — на дистанции 1500 м и выиграла в суперфинале на дистанции 3000 м. 
На Олимпийских играх 2014 года в Сочи 17-летняя Сим Сок Хи завоевала три медали: серебро на дистанции 1500 метров, золото в эстафете и бронзу на дистанции 1000 метров. 
На чемпионате мира 2014 года в Монреале, через месяц после Олимпийских игр, выиграла 3 золотые медали, где победила в многоборье. В следующем году на чемпионате мира в Москве завоевала 3 медали, в том числе золото в эстафете, серебро на 1500 м и бронзу в многоборье. 
В 2016 году на чемпионате мира в Сеуле вновь выиграла золото в эстафете. В феврале 2017 года на зимних Азиатских играх в Саппоро одержала победы на 1000 м и в эстафете и заняла второе место на 1500 м, следом на чемпионате мира в Роттердаме завоевала бронзу на 1500 м и заняла общее 3-е место в квалификации.
На Олимпийских играх 2018 года в Пхёнчхане выиграла своё второе олимпийское золото в эстафете, на личных дистанциях осталась без медалей, а через месяц на чемпионате мира в Монреале выиграла золото на дистанции 1000 метров и в эстафете. В 2019 году на чемпионате мира в Софии в очередной раз выиграла золото в эстафете с Чхве Мин Джон, Чхве Джи Хён, Ким Гён Хи и Ким Джи Ю. 3 января 2020 года она присоединилась к команде мэрии Сеула по шорт-треку.

### Скандалы
Сим Сок Хи недавно выдвинули обвинения в том, что она умышленно столкнулась с Чхве Мин Джон во время зимних Олимпийских игр в Пхенчхане в 2018 году, и была охвачена спорами с Чхве Мин Джон и Ким А Лан. Федерация конькобежного спорта решила, что ей будет сложно тренироваться со сборной, поэтому приостановили её участие в чемпионате мира. Однако по поводу участия в Олимпиаде 2022 года еще ничего не решено,  необходимо провести расследование обвинений в адрес Сим Сок Хи. Федерация формирует комиссию по расследованию вместе со спортивным клубом, и решение о применении дисциплинарных мер будет принято только после формирования комиссии по расследованию и подтверждения фактов.
Заявка Сим Сок Хи на участие в зимних Олимпийских игр 2022 года в Пекине была отклонена после того, как суд отклонил апелляцию двукратной чемпионки на двухмесячный запрет. Ей было запрещено КСУ в конце декабря после расследования утечки текстовых сообщений, в которых она делала пренебрежительные замечания о своих товарищах по команде. Сим обвинили в том, что она намеренно подставила подножку Чхве Мин Джон на зимних Олимпийских играх 2018 года в Пхенчхане. В то время как Сим пропустит Игры, КСУ должен объявить свою команду на Пекин 2022 года до конца января. 

### Возвращение в сборную
В феврале 2022 года дисциплинарное наказание для Сок Хи закончилось и она вернулась в состав сборной. Уже в марте на чемпионате мира в Монреале Сим завоевала золотую медаль в женской эстафете и 8-е место в сумме многоборья. В сезоне 2022/2023 на первом этапе Кубка мира в Монреале она стала первой в составе смешанной эстафеты, второй в забеге на 1000 метров и третьей на 500-метровке. В ноябре взяла золото в женской эстафете в Солт-Лейк-Сити и через неделю на чемпионате четырёх континентов в Солт-Лейк-Сити выиграла золото в забеге на 500 метров и в составе женской эстафеты. В декабре выиграла ещё три золота на этапе Кубка мира в Алматы в женской и дважды в смешанных эстафетах, а в феврале 2024 года в Дрездене и Дордрехте финишировала с бронзой в забегах на 1500 метров.
В марте на чемпионате мира в Сеуле стала серебряным призёром в женской эстафете. В сезоне 2023/24 однажды стала первой на этапе Кубка в Монреале в составе женской эстафеты и трижды была третьей на дистанциях 500 и 1500 метров. В марте 2024 года на чемпионате мира в Роттердаме Сим Сок Хи заняла 4-е места в беге на 1500 метров и в женской эстафете. В октябре на первом этапе Кубка мира в Монреале Сим Сок Хи выиграла бронзовую медаль в составе женской эстафеты, а в ноябре 2024 года участвовала на чемпионате четырёх континентов в Лавале, где завоевала бронзовую медаль на дистанции 500 метров и серебряную в женской эстафете. В декабре на третьем этапе Кубка мира в Пекине финишировала с командой на 2-м месте в женской эстафете.

## Награды
- 2013 год - Награда "Новичок года" в Корее
- 2013 год - 2-я награда MBN Women's Sports Awards Награда молодому игроку Shinsegae
- 2014 год - награда Coca-Cola Sports Awards "Новичок года"
- 2014 год - награда Coca-Cola Sports Awards в категории "Отличная группа
- 2015 год - Самый ценный игрок Федерации конькобежного спорта Кореи (MVP)
- 2017 год - Главный приз 6-й премии MBN Women's Sports Awards
- 2018 год - 23-я премия Coca-Cola Sports Awards 2018 в области экологически чистых видов спорта